# ГЕС Marshyangdi
ГЕС Marshyangdi – гідроелектростанція у Непалі. Знаходячись після ГЕС Middle Marshyangdi, становить нижній ступінь каскаду на річці Marshyangdi, правій притоці Дарауді, яка в свою чергу є правою притокою Трішулі (впадає ліворуч до Сеті-Гандакі, лівого витоку річки Гандакі, котра далі приєднується ліворуч до Гангу).
В межах проекту річку перекрили бетонною водозабірною греблею довжиною 102 метри, яка утримує водосховище із корисним об’ємом 1,5 млн м3. Зі сховища ресурс спершу потрапляє до розташованого на правобережжі басейну для видалення осаду розмірами 400х75 метрів при глибині 12 метрів. Підготована вода транспортується дериваційним тунелем довжиною 7,2 км з діаметром 6,4 метра, який переходить у напірний водовід довжиною 75 метрів з діаметром 5 метрів. В системі також працює вирівнювальний резервуар висотою 60 метрів з діаметром 21 метр. 
Машинний зал, розташований  вже на березі Дарауді після впадіння Marshyangdi, обладнали трьома турбінами типу Френсіс потужністю по 23 МВт, які використовують напір у 91 метр та забезпечують виробництво 463 млн кВт-год електроенергії на рік.
Видача продукції відбувається по ЛЕП, розрахованій на роботу під напругою 132 кВ.